# 破庵祖先
釋祖先（1136年—1211年），字破庵，四川廣安（今中國四川省廣安市）人，俗姓王，為南宋夔州臥龍山咸平禪院沙門，為禪宗六祖惠能大鑑禪師下第十九世孫，臨濟宗密菴咸傑禪師法嗣，禪門高僧。

## 生平
破庵禪師幼年依澧州德山涓禪師祝髮出家，精進參禪悟道，夜不安寢，身不蓄他物，只有一衲隨身。先後參道於溈山行和尚、虎丘瞎堂遠禪師、淨慈月堂昌禪師、水菴一諸等諸禪師。後得聞密菴咸傑禪師正大弘臨濟禪法，便前往求參，密庵禪師知道破庵是個法器，便深加磨鍊。
一日密庵禪師上堂說法示眾，破庵回光返照，忽地了悟，自此得法，承其法嗣。後有求道者問破庵禪師說：「猢猻捉不住時奈何？」禪師回：「用捉作什麼！如風吹水自然成文。」一次，在講《楞嚴經》時，座下求示，師以偈示曰：「見猶離見非真見，還盡八還無可還，木落秋空山骨露。不知誰識老瞿曇。」
破庵禪師歷任常州薦福寺、真州 (北宋)靈岩寺、平江府秀峰禪寺、平江府穹窿山福臻禪寺、臨安府廣壽慧雲禪原、湖州鳳山資福等寺住持，攝化僧俗。於南宋宋寧宗嘉定四年（1211年）六月九日示寂，世壽七十六歲。

## 法嗣

### 師長
- 密菴咸傑

### 弟子
- 無準師範
- 石田法薰
- 獨菴道儔
- 即庵慈覺

## 著作
- 《破菴先禪師語》（《續古尊宿語要》卷 4，《卍續藏[3]》X68）
- 《破菴祖先禪師語錄》一卷[4]（《卍續藏》第70冊）